# Judith Bunting

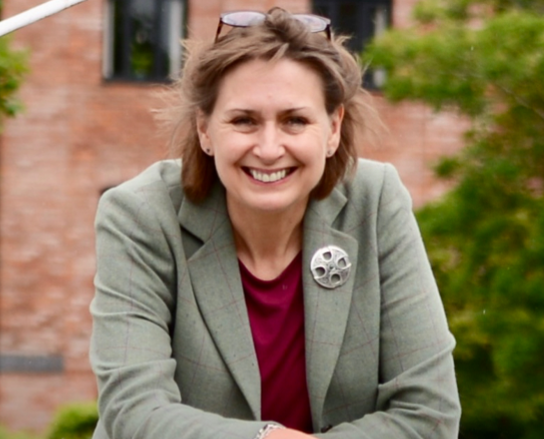
Judith Bunting

Judith Bunting ist eine britische Politikerin und Mitglied der Liberaldemokraten. Ab der Europawahl 2019 bis zum 31. Januar 2020 war sie Mitglied des Europäischen Parlaments. 

## Leben
Bunting studierte Chemie an der Universität Cambridge und arbeitete über 20 Jahre für als Wissenschaftsjournalistin für das BBC. Für ihre Arbeit wurde sie von der Royal Society of Chemistry als eines der 175 faces of chemistry ausgezeichnet. 2015 und 2017 kandidierte sie bei den Britischen Unterhauswahlen für die Liberaldemokraten, bevor sie 2019 ins Europäische Parlament gewählt wurde.

## Funktionen als MdEP
- Mitglied im Ausschuss für Kultur und Bildung
- Stellvertretendes Mitglied im Ausschuss für Industrie, Forschung und Energie